# سیارک ۳۸۱
سیارک ۳۸۱ (به انگلیسی: 381 Myrrha، نامگذاری:1894AS) سیصد و هشتاد و یکمین سیارک کشف شده‌است که در ۱۰ ژانویه ۱۸۹۴ و در نیس کشف شد.
قدر مطلق سیارک برابر ۸٫۲۵ است.